# Tiana Sumanasekera
Tiana Sumanasekera (Fremont, 15 de septiembre de 2007) es una deportista estadounidense que compite en gimnasia artística. En los Juegos Panamericanos de 2023 obtuvo una medalla de oro en la prueba por equipo.

## Palmarés internacional
| Juegos Panamericanos | Juegos Panamericanos | Juegos Panamericanos | Juegos Panamericanos |
| Año                  | Lugar                | Medalla              | Prueba               |
| -------------------- | -------------------- | -------------------- | -------------------- |
| 2023                 | Santiago (Chile)     | Medalla de oro       | Concurso por equipos |